# Mário Pernambuco
Mário Pernambuco (ur. 19 września 1890 w Rio de Janeiro – zm. ?) – piłkarz brazylijski grający na pozycji defensywnego pomocnika.

## Kariera klubowa
Mário Pernambuco całą karierę piłkarską spędził w klubie Fluminense FC, w którym grał w latach 1912–1915.

## Kariera reprezentacyjna
20 września 1914 Mário Pernambuco zagrał w pierwszym oficjalnym meczu międzypaństwowym reprezentacji Brazylii w spotkaniu międzypaństwowym z Argentyną. 27 września 1914 wystąpił ponownie w meczu z Argentyną, którego stawką była Copa Julio Roca 1914. Brazylia wygrała 1-0 i zdobyła to trofeum. W obu tych meczach Pernambuco pełnił rolę kapitana.